# The Prodigy
The Prodigy ([про́диджи], в переводе с англ. — «чудо», «дарование») — британский музыкальный коллектив, образовавшийся в 1990 году и ориентированный на электронную музыку. Наряду с Fatboy Slim, The Chemical Brothers и The Crystal Method, The Prodigy являются пионерами жанра бигбит, который обрёл популярность в 1990-е и 2000-е годы. Группа появилась на андеграундной рейв-сцене в начале 1990-х годов и с тех пор имеет большую популярность и известность во всём мире. Всего в мире продано более 25 миллионов экземпляров альбомов коллектива. По состоянию на ноябрь 2018 года, общий объём продаж альбомов The Prodigy в Великобритании составляет 4 707 982 экземпляра.
Группа завоевала множество наград на протяжении всей карьеры, в том числе две премии «BRIT Awards», одна награда от журнала Q, четыре премии «MTV Video Music Awards», две премии от журнала Kerrang! и шесть наград «MTV Europe Music Awards». Также группа дважды была номинирована на премию «Грэмми». Кроме того, в 2012 году The Prodigy были признаны «лучшей танцевальной группой современности» по версии журнала Mixmag.
The Prodigy смогли создать своё неповторимое звучание, используя в музыке элементы различных стилей, начиная от хардкор-техно, индастриала и брейкбита в начале 1990-х годов и заканчивая электро-роком с вокальными элементами панка в более позднее время. В настоящее время в состав группы входят музыкант-мультиинструменталист Лиам Хоулетт и вокалист и MC Максим Реалити. Ранее участниками The Prodigy были танцор и вокалист Кит Флинт (1969—2019), клавишник и танцор Лирой Торнхилл и танцовщица Шарки, которая покинула группу ещё в начале карьеры.

## История группы

### Формирование группы иExperience(1990—1993)
Группа The Prodigy была основана музыкантом Лиамом Хоулеттом в 1990 году. В её тогдашний состав также входили Максим Реалити, Кит Флинт, Лирой Торнхилл и Шарки. Название группы Хоулетт взял от первого приобретённого им синтезатора «Moog Prodigy». В феврале 1991 года выходит первый релиз The Prodigy, мини-альбом What Evil Lurks, состоявший преимущественно из ранних работ Лиама Хоулетта. What Evil Lurks был замечен тогдашней рейв-сценой и сразу же попал в ротацию по различным клубам. После успеха мини-альбома группа провела ряд концертных выступлений в Великобритании, выступая преимущественно в небольших андеграундных клубах. Вскоре коллектив провёл концерты в Италии, оказавшиеся успешными и положительно воспринятыми итальянской публикой. Однако после окончания гастролей группу покидает танцовщица Шарки.
12 августа 1991 The Prodigy выпускают сингл «Charly» занявший третью строчку чарта Великобритании. «Charly» не только вызвал интерес к The Prodigy у звукозаписывающих компаний, но и вызвал агрессивные дебаты относительно кончины рейв-сцены. В журнале Mixmag была даже опубликована статья «Убил ли „Charly“ рейв?». Лиам Хоулетт был атакован агрессивно настроенными музыкантами того времени за преодоление концепции «любовь, мир и счастье», которая доминировала на танцевальной сцене начала 1990-х.
Следующий сингл вышел в декабре 1991 года. Подогретый успехом «Charly», «Everybody in the Place» разместился на 2 строчке национального хит-парада, уступив 1 место переизданию сингла «Bohemian Rhapsody» группы Queen. В сентябре 1992 года The Prodigy выпустили третий сингл «Fire/Jericho», который занял верхнюю строчку Top 40.
Релиз дебютного студийного альбома Experience состоялся 21 сентября 1992. Альбом состоял из нового материала группы, а также включал наиболее удачные ремиксы предшествующих ему синглов. Пластинка заняла 12 место британского чарта и была удостоена золотого статуса в Польше и платинового статуса в Великобритании. Помимо этого Experience был благосклонно воспринят критиками.

### Music for the Jilted Generation(1993—1995)
После сотрудничества Лиама Хоулетта с Jesus Jones, Front 242, Pop Will Eat Itself и Art of Noise, группа была подвергнута новым музыкальным влияниям, что в значительной степени повлияло на стиль последующего студийного материала. Вышедшая в качестве сингла в октябре 1993 года композиция «One Love», демонстрировала изменения в звучании The Prodigy. «One Love» дебютировал на 8 месте британского чарта, а снятый к песне видеоклип некоторое время пользовался популярностью, так как полностью был выполнен в компьютерной графике. Следующий сингл «No Good (Start the Dance)» был выпущен 16 мая 1994 года. «No Good (Start the Dance)» занял высокие места международных хит-парадов и стал одним из успешных синглов группы.
4 июля 1994 года выходит второй студийный альбом The Prodigy Music for the Jilted Generation. Диск отличался от предыдущей работы и содержал влияния индастриала и рок-музыки. Music for the Jilted Generation стал одним из самых коммерчески успешных релизов группы. Пластинка дебютировала на 1 месте Billboard 200 и в дальнейшем была удостоена 2×платинового статуса в Великобритании. Музыкальные критики встретили альбом восторженными отзывами, а сама группа была номинирована на несколько наград, среди которых была номинация на премию Mercury Prize.
На фоне такого успеха группа с 1994 по 1995 год проводит масштабный мировой концертный тур. Внимание СМИ привлекла радикальная смена имиджа Кита Флинта. В 1995 году группой был выпущен четвёртый и последний сингл с Music for the Jilted Generation «Poison» и видеоальбом Electronic Punks, часто транслировавшийся на MTV.

### The Fat of the Land(1996—2001)
По окончании гастрольного тура группа приступает к работе над новым материалом. Впервые к студийной работе подключился Кит Флинт, он исполнил вокальные партии и стал соавтором трёх песен. В 1996 году выходят синглы «Firestarter» и «Breathe», которые заняли высокие позиции чартов многих стран.
30 июня 1997 увидел свет третий студийный альбом The Prodigy «The Fat of the Land», который моментально оказался на вершине хит-парадов 22 стран, получил высокие оценки музыкальных обозревателей и на данный момент является самым продаваемым альбомом коллектива.
Третий сингл с The Fat Of The Land «Smack My Bitch Up» вышел в ноябре 1997. Трек стал скандальным по причине грубой лексики и «выступления против женщин». Ротация песни на радиостанциях проходила только в ночное время, а видеоклип был запрещён к показу по причине присутствия в нём различных элементов асоциального поведения: распития крепких спиртных напитков, употребления наркотиков, вандализма, сцен насилия и женского стриптиза. Песня и видео к ней только подогрели популярность The Prodigy и увеличили интерес музыкальных изданий. Позднее, согласно опросу, проведённому организацией PRS for Music, «Smack My Bitch Up» была признана самой скандальной песней в истории музыки.
Осенью того же года, спустя две недели после празднования 850-летия Москвы, группа выступила на Манежной площади российской столицы. Послушать один из ведущих актуальных британских коллективов пришло около 250 тысяч человек.
1998 год оказался для группы менее насыщенным. Коллектив лишь провёл ряд концертов, а также выступлений на различных фестивалях и шоу. В 1999 Лиам Хоулетт записывает и выпускает микстейп The Dirtchamber Sessions Volume One. Диск содержал миксы треков таких известных исполнителей, как Beastie Boys, Grandmaster Flash, Primal Scream, Jane’s Addiction и многих других. Альбом был тепло принят в фанатской среде, но тем не менее не оказался коммерчески успешным. В том же самом году во время проведения мотоциклетных гонок Кит Флинт попадает в серьёзную аварию, в которой повреждает колено.
В 2000 году группу покинул Лирой Торнхилл. По заявлениям самого музыканта, он сделал это по собственной воле для того, чтобы начать сольную карьеру (под псевдонимом FlightCrank). Торнхилл занялся диджеингом и позже выпустил сольный альбом.
После таких неудач коллектив прекратил активность. На сайте группы появляется надпись на чёрном фоне «Мы вернёмся», которая оставалась до 2002 года.
В 2001 выходит переиздание дебютного альбома Experience, в состав которого также входил второй диск с би-сайдами и ремиксами того периода. Релиз имел название Experience: Expanded.

### Baby’s Got a TemperиAlways Outnumbered, Never Outgunned(2002—2008)
После долгого молчания летом 2002 года The Prodigy записывают и выпускают мини-альбом Baby’s Got a Temper. Но лидер Лиам Хоулетт всячески отрекался от этой композиции, заявив, что это был один из самых тяжёлых моментов для группы. Как стало известно, музыка и текст были написаны группой Кита Флинта Flint. Вместе с тем мини-альбом пользуется популярностью у фанатов группы, как и так называемая «эра BGAT», когда на концертах игралось много новых треков, большинство из которых так и не изданы до сих пор.
23 августа 2004 года выходит долгожданный четвёртый студийный альбом группы Always Outnumbered, Never Outgunned, который сразу же занимает высокие позиции в чартах многих стран. Однако критиками пластинка была встречена холодно. Но несмотря на это Always Outnumbered, Never Outgunned был номинирован на премию Грэмми в категории «Лучший танцевальный/электронный альбом».
Альбом примечателен тем, что в записи альбома фактически не принимали участие Максим Реалити и Кит Флинт. Среди приглашённых музыкантов значатся Лиам и Ноэл Галлахер из Oasis, Twista, актриса Джульетт Льюис и другие. В октябре 2004 года стартовал мировой тур в поддержку нового альбома. В июне 2005 года в рамках тура коллектив провёл концерты в Санкт-Петербурге и Москве.
17 октября 2005 вышел сборник лучших песен Their Law: The Singles 1990–2005. Альбом был издан в двух вариантах: обычном и лимитированном. На первом издании представлены только синглы группы, причём на сборнике были представлены обновлённые версии композиций «Voodoo People» и «Their Law» в редакции 2005 года. Лимитированный же вариант был выпущен в формате 2 CD. Второй диск содержал концертные записи и несколько эксклюзивных композиций, таких как: «Razor», «Back 2 Skool», «Voodoo People (Pendulum Remix)», «Under My Wheels (Remix)», «No Man Army (Edit)», «Voodoo Beats», «Out of Space (Audio Bullys Remix)» и «The Way It Is (Live Remix)».
В 2007 году группа выпускает 3 композиции: «Shadow», «Shadow of the Devil» и «The Shadow». Все они, кроме похожих названий, имеют общую структуру и представляют собой немного изменённые версии друг друга. Так, «Shadow» вышел на саундтреке к компьютерной игре Project Gotham Racing 4, «Shadow of the Devil» появился на сборнике саундтреков к английскому фильму ужасов Reverb, а «The Shadow» стал звуковой дорожкой к аниме Агент Вексилл.
В августе 2008 в свет выходят ремастированные переиздания двух первых альбомов: Experience и Music for the Jilted Generation. Переиздания получили названия Experience Expanded Remastered и More Music for the Jilted Generation. Оба альбома представляют собой издания из двух дисков. На первых дисках находится ремастеринг самих альбомов, на втором — ремастированые дорожки, относящиеся к тому времени.

### Invaders Must Die(2008—2011)
13 июля 2008 года The Prodigy представили четыре новые песни на Oxegen Festival. Это были «Worlds On Fire», «Warrior’s Dance», «Mescaline» и «First Warning». Песня «First Warning» прозвучала в фильме Козырные тузы и появляется на саундтреке к видеоигре Need for Speed: Undercover.
5 ноября 2008 года было объявлено название пятого студийного альбома — «Invaders Must Die», а 23 февраля 2009 состоялся его выход собственном лейбле группы «Take Me To The Hospital». Все члены группы участвовали в записи альбома, впервые со времён альбома The Fat of the Land. Invaders Must Die был положительно встречен как фанатами The Prodigy, так и музыкальными обозревателями. В британском чарте альбом стартовал с продажами около 100 тысяч экземпляров пластинки в первую неделю, заняв 1 место. Спустя некоторое время после выпуска Invaders Must Die коллектив отправляется в гастрольный тур.
16 ноября 2010 года Лиам Хоулетт объявил, что после их американского турне с Linkin Park, The Prodigy возвращаются в студию для записи своего следующего альбома
23 мая 2011 года выходит видеоконцерт и первый концертный альбом World’s on Fire. Видеоверсия World’s on Fire также демонстрировалась в кинотеатрах.

### The Day Is My Enemy(2012—2015)
В ноябре 2011 года стало известно, что The Prodigy станут хедлайнерами Download Festival. Основное выступление группы на фестивале завершилось исполнением нескольких песен из нового альбома. 3 мая 2012 года Хоулетт сообщил журналу NME рабочее название нового альбома — «How to Steal a Jet Fighter». Также он заявил, что новый альбом будет «тяжелее и мрачнее». В 2014 году группа подписала контракт с лейблом Three Six Zero Group на выпуск нового альбома, а также Лиам сказал, что он придумал новое название для альбома. В январе 2015 вышел первый сингл — «Nasty». 6 января стало известно, что альбом будет называться «The Day Is My Enemy» и выйдет 30 марта 2015. Также стал известен трек-лист и дизайн обложки будущего альбома.
The Prodigy объявили о зимнем туре 2015 по Великобритании и континентальной Европе в поддержку альбома.

### No Tourists,смерть Кита Флинта (2018—2021)
Официальная премьера нового сингла The Prodigy «Need Some1» состоялась в радиошоу Annie Mac на BBC Radio 1 19 июля 2018 года в 19:00 по Центральноевропейскому времени. В 19:45 того же дня на официальном YouTube-канале группы появился клип на данную песню, а также было объявлено, что новый альбом коллектива выйдет 2 ноября 2018 года и получит название No Tourists. В альбом вошло 10 композиций.
Премьера второго сингла «Light Up The Sky» состоялась на радиостанции BBC Radio 6 Music 26 сентября в 16:00 по Гринвичу.
Третий сингл «Fight Fire With Fire», записанный при участии американской хип-хоп команды Ho99o9 появился в сети 11 октября 2018 года.
Четвертым синглом стала композиция «We Live Forever». Сингл вышел в свет 25 октября 2018 года.
4 марта 2019 года в собственном доме был найден мёртвым фронтмен группы, вокалист и танцор Кит Флинт всего через несколько недель, после шести концертов в Австралии и Новой Зеландии. 5 марта группа объявила в Twitter, что все предстоящие концерты 2019 года будут отменены.
После смерти Флинта поклонники в Twitter и прочих соцсетях начали использовать хештег «Firestarter4Number1», чтобы «Firestarter» снова занял первое место в британских чартах. Это было сделано из уважения к Флинту и для повышения осведомлённости о самоубийствах мужчин.
В августе Лиам Хоуллетт заявил, что работает над новым альбомом.

### Возвращение на сцену (2022—н.в.)
Перерыв в концертной деятельности из-за смерти Кита Флинта составил более трёх лет, и был прерван летом 2022 года. The Prodigy вновь вышли на сцену 8 июля 2022 года в Шеффилде, чем дали старт туру по Великобритании, состоявшему из 10 концертов.
На своём официальном сайте коллектив сообщил, что в 2023 году начинает новое мировое турне. Живые концертные выступления запланированы в Италии, Хорватии, Нидерландах, Австрии, Ирландии, Великобритании, Германии, Сербии, Бельгии, Испании, Норвегии и Финляндии.

## Награды и номинации

### Награды и номинации
- 1994 — Премия MTV Europe Music Awards — лучший танцевальный исполнитель
- 1996 — Премия MTV Europe Music Awards — лучший танцевальный исполнитель
- 1997 — Премия Brit Awards — Лучший британский танцевальный исполнитель
- 1997 — Премия MTV Video Music Award — выбор зрителей за видеоклип Breathe
- 1997 — Номинация MTV Video Music Award for Best Dance Video — лучшее танцевальное видео Breathe
- 1997 — Премия MTV Video Music Award — выбор международного зрителя за видеоклип Breathe
- 1998 — Премия MTV Video Music Award — лучший танцевальный видеоклип — Smack My Bitch Up
- 1998 — Премия MTV Video Music Award — видео-прорыв за видеоклип Smack My Bitch Up
- 1998 — Номинация MTV Video Music Award for Best Editing — за видеоклип Smack My Bitch Up
- 1998 — Номинация MTV Video Music Award for Best Direction — за видеоклип Smack My Bitch Up
- 1998 — Премия Brit Awards — Лучший британский танцевальный исполнитель
- 2005 — Номинация Грэмми — Лучший танцевальный/электронный альбом — Always Outnumbered, Never Outgunned

## Дискография
Студийные альбомы
- Experience (1992)
- Music for the Jilted Generation (1994)
- The Fat of the Land (1997)
- Always Outnumbered, Never Outgunned (2004)
- Invaders Must Die (2009)
- The Day Is My Enemy (2015)
- No Tourists (2018)

## Участники группы
| Нынешний состав - Лиам Хоулетт — клавишные, синтезаторы, программирование, продакшн, семплы, секвенсоры, вертушки, драм-машина, гитара, бас-гитара, ударные (1990—настоящее время) - Максим Реалити — вокал, битбоксинг (1991—настоящее время) Концертные участники - Лео Крэбтри — ударные, перкуссия (2008—настоящее время) - Роб Холлидей — гитара, бас-гитара (2005—2006, 2008—2017, 2019—н.в.) | Бывшие участники - Кит Флинт — танцор (1990—2019); ведущий вокал (1996—2019; умер в 2019) - Лирой Торнхилл — танцор (1990—2000); иногда клавишные, синтезаторы на концертных выступлениях (1994—2000) - Шарки — танцовщица (1990—1991) Бывшие концертные участники - Джим Дэвис — гитара (1995—1996, 2002—2004) - Гизз Батт — гитара (1996—1999) - Кирон Пеппер — ударные, перкуссия, гитара (1997—2007) - Алли МакИннес — гитара (2001—2002) - Пол «The Rev» Майерс — гитара (2007) - Нил «Snell» Элдридж — ударные, перкуссия (2007) - Брайан Фэрбэрн — ударные, перкуссия (2007) - Бен Уэйнман — гитара, бас-гитара (2017) - Олли Бёрден — гитара, бас-гитара (2017—2019) |

Временная шкала